# کارولین گراهام هنسن
کارولین گراهام هانسن (انگلیسی: Caroline Graham Hansen؛ زادهٔ ۱۸ فوریهٔ ۱۹۹۵) بازیکن فوتبال اهل نروژ است.
از باشگاه‌هایی که در آن بازی کرده‌ یا می‌کند می‌توان به تیرسو، وولفسبورگ و بارسلونا اشاره کرد.
وی همچنین در تیم‌ ملی فوتبال نروژ بازی می‌کند.